# Reversed field pinch
La strizione a campo rovesciato (Reversed Field Pinch - RFP) è una configurazione di campo magnetico per il confinamento dei plasmi.
Possiede la caratteristica peculiare, da cui prende il nome, di avere il verso del campo magnetico toroidale al bordo opposto rispetto a quello in asse. A differenza del tokamak, che richiede un campo magnetico prodotto principalmente da bobine esterne, nell'RFP la maggior parte del campo magnetico necessario al confinamento è generato dal plasma stesso; per questo motivo l'RFP è più semplice da costruire di un tokamak, ma la capacità di confinare il plasma a parità di campo magnetico prodotto risulta inferiore.
I maggiori esperimenti in questa configurazione sono Reversed Field eXperiment (RFX) in Italia, Madison Symmetric Torus (MST) negli USA, EXTRAP T2R in Svezia e TPE-RX in Giappone.